# Mesamotura corticis
Mesamotura corticis är en stekelart som beskrevs av Girault 1926. Mesamotura corticis ingår i släktet Mesamotura och familjen puppglanssteklar. Inga underarter finns listade i Catalogue of Life.